# Qualifications des épreuves d'haltérophilie aux Jeux olympiques d'été de 2016
Les qualifications pour les épreuves d'haltérophilie des Jeux olympiques d'été de 2016 ont lieu entre 2015 et 2016.
La compétition de ces Jeux comprend 260 athlètes. Chaque comité national olympique (CNO) peut qualifier un maximum de 10 athlètes, 6 hommes et 4 femmes. Les championnats du monde d'haltérophilie 2014 et 2015 sont les principales épreuves de qualification pour les Jeux olympiques de 2016. Une épreuve de qualification continentale a également lieu pour chaque continent en 2016. 
Le 19 novembre 2015, la Fédération internationale d'haltérophilie (IWF) a interdit la Bulgarie de participer aux Jeux olympiques et a enlevé un quota qualificatif à la Roumanie et à l'Ouzbékistan en raison de "plusieurs cas positifs" de dopage,.
Le 22 juin 2016, la Fédération internationale d'haltérophilie annonce qu'un certain nombre de pays perdrait des quotas en réponses aux violations des règles de dopage. L'IWF a ensuite précisé que si l'analyse des échantillons « B » est confirmé, tout pays avec trois violations ou plus à l'issue des nouvelles analyses des Jeux de 2008 et 2012, serait suspendus de toute épreuve pendant un an, et serait ainsi exclu des Jeux de Rio, aux côtés de la Bulgarie déjà suspendu.
L'IWF a précisé que, après les nouveaux test sur les échantillons «A» de 2008 et 2012, trois pays risquent d'être suspendus, à savoir le Kazakhstan, la Russie et la Biélorussie. La Russie fait appel de cette décision à la tribunal arbitral du sport le 6 luillet 2016. En outre, des quotas sont retirés à l'Azerbaïdjan (2), à Biélorussie (1), au Kazakhstan (1), à la Moldavie (2), à la Corée du Nord (2), à la Russie (2), à la Roumanie (1) et à l'Ouzbékistan (1).

## Répartition globale des places
| Pays                   | Hommes | Femmes | Total |
| ---------------------- | ------ | ------ | ----- |
| Albanie                | 1      |        | 1     |
| Algérie                | 1      | 1      | 2     |
| Argentine              |        | 1      | 1     |
| Arménie                | 4      | 2      | 6     |
| Australie              | 1      | 1      | 2     |
| Azerbaïdjan            | -**    | -**    | 0     |
| Biélorussie            | 5**    | 3      | 8     |
| Brésil                 | 3      | 2      | 5     |
| Cameroun               | 1      | 1      | 2     |
| Canada                 | 1      | 1      | 2     |
| Chili                  | 1      | 1      | 2     |
| Chine                  | 6      | 4      | 10    |
| Colombie               | 5      | 4      | 9     |
| Cuba                   | 1      | 1      | 2     |
| Chypre                 | 1      |        | 1     |
| République tchèque     | 1      |        | 1     |
| République dominicaine | 1      | 2      | 3     |
| Équateur               | 1      | 2      | 3     |
| Estonie                | 1      |        | 1     |
| Égypte                 | 6      | 3      | 9     |
| Fidji                  | 1      | 1      | 2     |
| Finlande               | 1      | 1      | 2     |
| France                 | 4      | 1      | 5     |
| Géorgie                | 3      |        | 3     |
| Allemagne              | 4      | 1      | 5     |
| Ghana                  | 1      |        | 1     |
| Grande-Bretagne        | 1      | 1      | 2     |
| Grèce                  | 1      |        | 1     |
| Guatemala              | 1      |        | 1     |
| Hongrie                | 1      |        | 1     |
| Inde                   | 1      | 1      | 2     |
| Indonésie              | 5      | 2      | 7     |
| Iran                   | 5      | 1      | 6     |
| Irak                   | 1      | 1      | 2     |
| Israël                 | 1      |        | 1     |
| Italie                 | 1      | 1      | 2     |
| Japon                  | 3      | 4      | 7     |
| Kazakhstan             | 5**    | 3**    | 8     |
| Kenya                  | 1      |        | 1     |
| Kiribati               | 1      |        | 1     |
| Kirghizistan           | 1      |        | 1     |
| Lettonie               | 1      | 1      | 2     |
| Lituanie               | 1      |        | 1     |
| Malaisie               | 1      |        | 1     |
| Marshall               |        | 1      | 1     |
| Maurice                |        | 1      | 1     |
| Mexique                | 1      | 3      | 4     |
| Moldavie               | 2**    |        | 2     |
| Mongolie               |        | 1      | 1     |
| Maroc                  | 1      | 1      | 2     |
| Nauru                  | 1      |        | 1     |
| Nouvelle-Zélande       | 1      | 1      | 2     |
| Nigeria                |        | 1      | 1     |
| Corée du Nord          | 5**    | 3**    | 8     |
| Pérou                  | 1      | 1      | 2     |
| Philippines            | 1      | 1      | 2     |
| Pologne                | 4      | 1      | 5     |
| Porto Rico             |        | 1      | 1     |
| Qatar                  | 1      |        | 1     |
| Roumanie               | 2*     | 2      | 4     |
| Russie                 | 5**    | 3**    | 8     |
| Samoa                  | 1      | 1      | 2     |
| Arabie saoudite        | 1      |        | 1     |
| Slovaquie              | 1      |        | 1     |
| Salomon                |        | 1      | 1     |
| Corée du Sud           | 4      | 3      | 7     |
| Espagne                | 3      | 1      | 4     |
| Sri Lanka              | 1      |        | 1     |
| Suède                  |        | 1      | 1     |
| Syrie                  | 1      |        | 1     |
| Taipei chinois         | 3      | 4      | 7     |
| Thaïlande              | 5      | 4      | 9     |
| Tunisie                | 1      | 1      | 2     |
| Turquie                | 1      | 3      | 4     |
| Turkménistan           | 1      | 1      | 2     |
| Ukraine                | 4      | 4      | 8     |
| Émirats arabes unis    |        | 1      | 1     |
| États-Unis             | 1      | 3      | 4     |
| Uruguay                |        | 1      | 1     |
| Ouzbékistan            | 5      | 0*     | 5     |
| Venezuela              | 1      | 3      | 4     |
| Viêt Nam               | 3      | 1      | 4     |
| Total: 82 CNO          | 141    | 93     | 234   |

* Le Comité international olympique et la Fédération internationale d'haltérophilie (IWF) ont décidé d'enlever un quota à la Roumanie (hommes) et l'Ouzbékistan  (femmes) en raison de cas multiples de dopage.

** Le 22 juin 2016, l'IWF supprime 11 quotas à 6 CNO :
-  Azerbaïdjan : 1 homme et 1 femme
-  Biélorussie : 1 homme
-  Kazakhstan,  Corée du Nord et  Russie : 1 homme et 1 femme
-  Moldavie : 2 hommes